# Lepidophyma lowei
Espèce
Statut de conservation UICN

 DD  : Données insuffisantes
Lepidophyma lowei est une espèce de sauriens de la famille des Xantusiidae.

## Répartition
Cette espèce est endémique de l'État d'Oaxaca au Mexique.

## Étymologie
Cette espèce est nommée en l'honneur de Charles Herbert Lowe.

## Publication originale
- Bezy & Camarillo, 1997 : A new species of Lepidophyma (Sauria: Xantusiidae) from Oaxaca, Mexico. Contributions in Science of the Natural History Museum of Los Angeles County, n. 465, p. 1-8 (texte intégral).